# Velika Kamenica
Velika Kamenica (en serbe cyrillique : Велика Каменица) est un village de Serbie situé dans la municipalité de Kladovo, district de Bor. Au recensement de 2011, il comptait 552 habitants.

## Démographie

### Évolution historique de la population
| 1948  | 1953  | 1961  | 1971  | 1981  | 1991  | 2002 | 2011 |
| ----- | ----- | ----- | ----- | ----- | ----- | ---- | ---- |
| 1 549 | 1 800 | 1 764 | 1 730 | 1 689 | 1 393 | 757  | 552  |

|  |